# Laura Patiño
Laura Patiño Cano (David, Chiriquí, 10 de noviembre de 1977) es una investigadora científica panameña especializada en química orgánica conocida por sus estudios sobre las plantas y sus propiedades medicinales en la provincia de Chiriquí, Panamá. Es autora del libro Plantas medicinales cultivadas en Chiriquí: Composición química, usos y preparación (2017) y coautora del libro Guía ambiental Los primates de Chiriquí. Fue galardona con el Premio Nacional L’Oréal – UNESCO “Por las Mujeres en la Ciencia” en el año 2017.
Fue investigadora adscrita a la Vicerrectoría de Investigación y Posgrado de la Universidad Autónoma de Chiriquí, y colaboró con el Centro de Investigación en Productos Naturales y Biotecnología (CIPNABIOT) de la Facultad de Ciencias Naturales y Exactas de esta casa de estudios. También ha sido docente de la Facultad de Ciencias de la Salud de la Universidad Latina de Panamá.
Patiño, también es especialista en conservación de la naturaleza y sostenibilidad, es directora ejecutiva del Proyecto Primates Panamá. Actualmente es coordinadora de estudios clínicos en CEVAXIN.

## Biografía

### Primeros años
Nació en la ciudad de David, provincia de Chiriquí, Panamá, el 10 de noviembre de 1977. Empezó sus estudios primarios en la Escuela Lassonde y los finalizó en la escuela José María Roy. Completó la educación secundaria en el Instituto David.
Patiño se graduó de Química en la Universidad Autónoma de Chiriquí. Se especializó en Química Orgánica en la Universidad de Costa Rica y obtuvo su doctorado en Química Orgánica en la Universidad de Buenos Aires, Argentina en el 2013.

### Vida profesional
Al regresar del doctorado, Patiño aplicó al programa de inserción de becarios doctorales de la Secretaría Nacional de Ciencia, Tecnología e Innovación (SENACYT) y entró a trabajar como investigadora en la Universidad Autónoma de Chiriquí, donde se insertó como investigadora asociada en el CIPNABIOT. Allí empezaría sus primeros estudios de bioprospección en plantas.
Dedicada al estudio de plantas medicinales, trató de establecer la relación entre conocimientos locales del uso medicinal de plantas y la química. Entre los años 2016 y 2019 este estudió originó libros, panfletos y otros materiales usados para divulgación. 
Patiño es actualmente directora ejecutiva del Proyecto Primates Panamá, una iniciativa científica, ambiental y social para la conservación de los primates silvestres del país.

## Premios y reconocimientos
- En 2021 fue reconocida con el Premios Huellas del Istmo, en la categoría Ambiente mención Inspiración, de la Universidad del Istmo (UDI).
- Fue destacada como Hija meritoria del distrito de David, Municipio de David, en 2020.[9]
- En 2017 fue galardonada con el Premio Nacional L'Oréal – UNESCO “Por las Mujeres en la Ciencia”, junto a la neurocientífica María Beatriz Carreira.[3][5]

## Obras
- Guía ambiental Los primates de Chiriquí (2021)[2]
- Plantas medicinales cultivadas en Chiriquí: Composición química, usos y preparación (2017)[1]

## Publicaciones
- Soldier, un mono aullador (Alouatta palliata) sobreviviente de electrocutamiento, en la provincia de Veraguas, Panamá. Revista ALFA (2023)[13]
- Evaluación de la actividad química, antioxidante y antiinflamatoria de los extractos de hojas de Kalanchoe pinnata y Kalanchoe daigremontiana. (Evaluation of the leaf extracts of Kalanchoe pinnata and Kalanchoe daigremontiana chemistry, antioxidant and anti-inflammatory activity). European Journal of Medicinal Plants (2021)[12]
- Caracterización química y actividad biológica de las hojas y semillas de Chrysobalanus icaco L.(Icaco). Revista Cubana de Plantas Medicinales (2020)[14]
- Estudios químicos de Ambrosia cumanensis K. en Panamá. Tecnociencia (2019)[15]
- Actividad antiincrustante del ácido cólico peracetilado, un derivado natural de los ácidos biliares. Antifouling activity of peracetylated cholic acid, a natural bile acid derivative. Steroids (2019)[16]
- Aislamiento y Actividad Antiincrustante de Derivados de Azuleno de la Gorgonia Antártica Acanthogorgia laxa. (Isolation and Antifouling Activity of Azulene Derivatives from the Antarctic Gorgonian Acanthogorgia laxa). Chemistry & Biodiversity (2018)[17]
- Alcaloides de Bromopirrol Aislados del Briozoo Patagónico Aspidostoma giganteum. (Bromopyrrole Alkaloids Isolated from the Patagonian Bryozoan Aspidostoma giganteum). Journal of natural products (2014)[18]
- Aislamiento de ácidos biliares acetilados de la esponja Siphonochalina fortis y evaluación del daño en el ADN mediante el ensayo del cometa. (Isolation of acetylated bile acids from the sponge Siphonochalina fortis and DNA damage evaluation by the comet assay). Steroids (2013)[19]